# Kauno popieriaus fabrikas
AB Kauno popieriaus fabrikas war ein Papierhersteller in Litauen mit Sitz in Kaunas im Stadtteil Petrašiūnai. Das Unternehmen beschäftigte 1.300 Mitarbeiter (1977). Bei voller Leistung konnte es bis zu 12 Millionen Hefte-Einheiten pro Monat produzieren. 31,6 % der Aktien hielt Valstybės turto fondas, 28,9 % die Mitarbeiter, 26,4 % Michael Mamlin, ein Israelischer Unternehmer, und 13,1 % die Firma Merrion Intertrade Limited (2002).

## Geschichte
1932 wurde die Fabrik von der schwedischen Firma Svenska Tändsticks Aktiebolaget gegründet. Im Jahr 1940 wurde das Werk nach mehr als 50 Jahren verstaatlicht und nach dem litauischen Dichter Julius Janonis benannt. Janonio popieriaus fabrikas hatte ein eigenes Wasserkraftwerk. Die Fabrik-Mitarbeiter spielten im Fußballclub „JJPF Kaunas“.
1993 nach der Privatisierung des Unternehmens wurde es zur Aktiengesellschaft (AB) „Kauno popieriaus fabrikas“.
1998 ging die Produktion fast auf ein Drittel nach der Russland-Krise zurück. Seit 2000 produzierte die Fabrik nur aus Rohstoffen, die von Kunden gestellt wurden. Die Lieferanten des Fasermaterials waren finnische, russische und schwedische Papier- und Zellstofffabriken. Aufgrund des Mangels an Betriebskapital konnte die Fabrik keine Materialien kaufen und veraltete Ausrüstung erneuern. Von 1999 bis 2002 erzielte die Papierfabrik einen Reinverlust von 16,4 Millionen Litas (4,5 Mio. Euro).
2002 wurde das Unternehmen insolvent. Am 26. Juli 2002 entschieden die Gläubiger, das Unternehmen zu liquidieren und die restliche Produktion (produzierte Waren) und sonstige Vermögenswerte zu verkaufen. Die Bilanzsumme der bankrotten Fabrik belief sich auf etwa 23 Millionen Litas (6,6 Mio. Euro). Das Grundkapital der Gesellschaft am Tag des Konkursverfahrens belief sich auf 15,5 Millionen Litas. Das Vermögen des Unternehmens war nicht an Banken verpfändet. 50 Gläubiger und 439 Mitarbeiter hatten Ansprüche auf mehr als 13 Millionen Litas (4 Mio. Euro). Die Fabrik schuldete der Steueraufsichtsbehörde über 3,8 Mio. Litas (1,1 Mio. Euro), der Sozialversicherung SoDra fast 3 Millionen Litas, dem Energieunternehmen Kauno energija mehr als 1,5 Millionen Litas und den Mitarbeitern 2,26 Millionen Litas wegen nicht gezahlter Gehälter. Die Produktion im Wert von 1,26 Mio. Litas wurde dann verkauft. 2003 gab es auf dem Gelände der Fabrik 25 Tonnen Giftstoffe. Am 1. August 2005 wurde das Unternehmen wegen der Liquidation aufgelöst.
Außer der Fabrikgebäude auf dem Betriebsgelände von 9,94 Hektar hatte das Unternehmen eine Erholungseinrichtung in der Rajongemeinde Varėna, ein eigenes Kulturhaus unweit der Fabrik und ein Wohnheim in der Kalantos-Straße in Kaunas.